# Nasze Morze (miesięcznik)
Nasze Morze (Nasze Morze maritime magazine) – miesięcznik o tematyce morskiej i żeglugowej wydawany przez wydawnictwo Okrętownictwo i Żegluga z Gdańska.

## Historia
Miesięcznik Nasze Morze ukazywał się od stycznia 2006 do marca 2012 i w założeniu miał być kontynuatorem tradycji i linii programowej czasopisma Morze wydawanego od przedwojnia do grudnia 2000. Poruszał tematykę związaną z żeglugą, okrętownictwem, gospodarką morską i dziedzinami pokrewnymi. Dodatkiem było pismo poświęcone przemysłowi stoczniowemu – Budownictwo Okrętowe, które do czasu pojawienia się na rynku Naszego Morza było samodzielnym miesięcznikiem.
Funkcję redaktora naczelnego pełnił Grzegorz Landowski. Stanowisko zastępcy redaktora naczelnego objął Piotr Witek, zajmując je od stycznia do marca 2006. Po odejściu P. Witka z redakcji funkcja zastępcy została zlikwidowana. Sekretarzem redakcji był Czesław Romanowski. Dziennikarzami stale piszącymi do miesięcznika byli: Piotr B. Stareńczak, Tomasz Falba, natomiast współpracę z redakcją Naszego Morza podjęli: Andrzej Perepeczko, Jerzy Bitner, Jerzy Drzemczewski, Bogdan Huras, Krzysztof Kubiak, Mariusz Konarski, Marian Lenz i Marek Twardowski.
Od stycznia 2006 do marca 2012 wydrukowano 75 numerów miesięcznika Nasze Morze. Wydawcy starając się uatrakcyjnić formułę czasopisma dodawali do miesięcznika płyty zawierające materiały filmowe produkcji gdańskiego oddziału Telewizji Polskiej oraz zdjęcia zgodne z profilem pisma. Stałymi dodatkami były także reprodukcje starych pocztówek przedstawiających statki oraz kartonowe modele jednostek pływających do sklejania. Wszystkie numery periodyku dostępne są w Bałtyckiej Bibliotece Cyfrowej.